# Спасатели в Австралии
«Спасатели в Австралии» (англ. The Rescuers Down Under) — американский анимационный приключенческий фильм 1990 года, снятый студией Walt Disney Feature Animation и выпущенный студией Walt Disney Pictures. Он 29-й полнометражный мультфильм Disney и второй фильм, снятый во время Ренессанса «Диснея». Он является продолжением мультфильма «Спасатели», который был основан на романах Марджери Шарп. По сюжету Бернард и Бьянка отправляются в австралийскую глубинку, чтобы спасти мальчика по имени Коди от злодейского браконьера, который хочет поймать находящуюся под угрозой исчезновения хищную птицу за деньги. Режиссёрами выступили Хендел Бутой и Майк Гэбриел (в их полнометражных режиссёских дебютах) по сценарию Джима Кокса, Кэри Киркпатрика, Байрона Симпсон и Джо Рэнфта, главные роли озвучивают Боб Ньюхарт, Эва Габор (в её последней роли в кино), Джон Кэнди и Джордж К. Скотт.
К середине 1980-х годов «Спасатели» стали одним из самых успешных мультфильмов Disney. Под новым руководством Майкла Айснера и Джеффри Катценберга было одобрено полнометражное продолжение, что сделало его первым сиквелом, театрально выпущенным студией. После выполнения своих обязанностей над мультфильмом «Оливер и компания» (1988) аниматоры Бутой и Габриэль были наняты для режиссуры продолжения. Исследовательские поездки в Австралию послужили вдохновением для фоновых проектов. Фильм также ознаменует полное использование системы «Computer Animation Production System» (CAPS), став первым мультфильмом, полностью созданным в цифровом виде.
Мультфильм был выпущен 16 ноября 1990 года и получил положительные отзывы от критиков. Тем не менее, он провалился в прокате, так как вышел в тот же день, что и «Один дома» (в котором также участвует Джон Кэнди). Фильм заработал 47,4 миллиона долларов по всему миру.

## Сюжет
Далеко в необъятных и непредсказуемых прериях Австралии мальчик по имени Коди подружился с самкой клинохвостого орла. Когда безжалостный браконьер, который до этого убил такого же орла, решает поймать и её, Коди вступает на её защиту, однако и сам попадает в западню. Но мышонок, которого мальчик достал из ловушки, помогает ему и посылает сигнал о помощи, на который сразу реагируют две самые храбрые мышки, Бернард и Бьянка. Спеша на помощь на крыльях своего весёлого друга альбатроса Уилбура, эти два суперагента готовы выполнить свою опасную миссию.

## Роли озвучивали
- Бернард — Боб Ньюхарт
- Мисс Бьянка — Эва Габор
- Уилбур — Джон Кэнди
- Джейк — Тристан Роджерс
- Коди — Адам Райен
- Фрэнк — Уэйн Робсон
- Персиваль Маклич — Джордж К. Скотт
- Мышь-приманка — Билли Барти
- Мышь-медсестра — Расси Тейлор
- кенгуру • броненосец (armadillo) • отец коала — Брайан Каммингс (в титрах не указан)

Из всех австралийских персонажей только Джейк был озвучен актёром-австралийцем.